# Picuris Pueblo, Novi Meksiko
Picuris Pueblo (tiwa: P'iwwel) je popisom određeno mjesto u okrugu Taosu u američkoj saveznoj državi Novom Meksiku. Prema popisu stanovništva SAD 2000. ovdje je živjelo 86 stanovnika, a 2010. 68 stanovnika.
Dio je Osam sjevernih puebla.

## Povijest
Narod Picuris prije je živio u većem selu od 3000 stanovnika. Danas je to poznato kao Pot Creek kod Taosa. Iselili su se u današnji kraj duž rijeke Rio Pueblo de Taos oko 1250. godine. U 15. stoljeću bilo je jednom od većih puebla Tiwa, pod utjecajem Apača i inih prerijskih Indijanaca, kao što je bio Taos Pueblo.
Ovaj je kraj bio mjestom pobune puebla protiv španjolskih kolonista. 
Španjolski istraživač don Juan de Oñate nazvao je pueblo "Pikuria" - što znači "oni koji liče".

## Zemljopis
Nalazi se na 36°12′9″N 105°42′42″W / 36.20250°N 105.71167°W. Prema Uredu SAD-a za popis stanovništva, zauzima 1,2 km2 površine, sve suhozemne.
U blizini je jezero Pu-La.

## Stanovništvo
Prema podatcima popisa 2010. ovdje je bilo 68 stanovnika, 30 kućanstava od čega 18 obiteljskih, a stanovništvo po rasi bili su 7,4% bijelci, 0,0% "crnci ili afroamerikanci", 88,2% "američki Indijanci i aljaskanski domorodci", 0,0% Azijci, 0,0% "domorodački Havajci i ostali tihooceanski otočani", 4,4% ostalih rasa, 0,0% dviju ili više rasa. Hispanoamerikanaca i Latinoamerikanaca svih rasa bilo je 22,1%.